# Chrysolina sanguinolenta
Espèce
Chrysolina sanguinolenta, la chrysomèle sanguinolente ou chrysomèle de la linaire, est une espèce d'insectes coléoptères de la famille des Chrysomelidae.

## Description
Corps long de 6 à 9 mm, noir y compris les élytres ponctués dont les bords sont rouge orangé.

## Espèce proche
- Chrysolina kuesteri qui diffère par des détails de ponctuation (difficile à distinguer).

## Distribution
Europe, de l'Espagne à la Scandinavie et au nord de la Russie. Présente en France.

## Biologie
Les adultes, visibles de mars à octobre, se nourrissent de linaires, notamment de Linaria vulgaris ainsi que leurs larves.